# Felix Warburg
Pour les articles homonymes, voir Warburg (homonymie).
Felix Moritz Warburg (14 janvier 1871 à Hambourg ; † 20 octobre 1937 à New York) est un banquier germano-américain.

## Biographie
Felix Warburg est né dans la famille de Moïse Warburg, un banquier allemand.  Ses frères étaient respectivement ;  le premier : critique d'art, (Aby Warburg), le second : « le père de la Réserve fédérale des États-Unis » (Paul Warburg), le troisième : le directeur de la banque Warburg : (Max Warburg), et le quatrième (Fritz Warburg) : théologien .
Felix Warburg s'installa aux États-Unis en 1894. Il se maria cette même année avec Fride Shiff, la fille du président de la société « Kuhn, Loeb & Co » Jacob Schiff. Il devint un des anciens associés de cette société Kuhn, Loeb & Co.
Après la mort de Jacob Schiff en 1920, la banque Kuhn, Loeb & Co fut reprise par Otto Kahn et Felix Warburg. Le Kfar-Warburg lui rend hommage en Israël.
En 1910 il participa à un crédit pour la modernisation du complexe militaro-industriel de Grande-Bretagne dans le cadre de la loi sur la « modernisation de la flotte civile et militaire de Grande-Bretagne».
Felix Warburg fut un des fondateurs de l'American Jewish Joint Distribution Committee avec Jacob Schiff et (en: Louis B. Marshall). Il se fit connaître comme philanthrope actif et leader de la communauté juive du début du xxe siècle. Warburg participa au développement des colonies juives en Terre d'Israël, accordant son appui à la corporation économique de Palestine et à l'Université hébraïque de Jérusalem, il prit part à l'élargissement des activités de l'Agence juive.
En 1927, Felix Warburg visita l'Union soviétique, en qualité de dirigeant du projet « Agro-Joint » de l'(American Jewish Joint Distribution Committee). Il visita une quarantaine de Colonies en Ukraine et en Crimée.
À Brest, en Biélorussie, il donna son nom et sa contribution à la Colonie Warburg qui consistait en un ensemble architectural de maisons en bois destinées à des familles juives pauvres de la ville.
Felix Warburg et son épouse eurent quatre fils : Frédérik, Gérald, Pol et Édouard. Ils eurent aussi une fille Karola qui en 1916 épousa Walter Nathan Rothschild.